# Tomopterus longicornis
Tomopterus longicornis är en skalbaggsart som beskrevs av Dmytro Zajciw 1969. Tomopterus longicornis ingår i släktet Tomopterus och familjen långhorningar. Inga underarter finns listade i Catalogue of Life.